# Leichtathletik-Europameisterschaften 1938/10.000 m der Männer

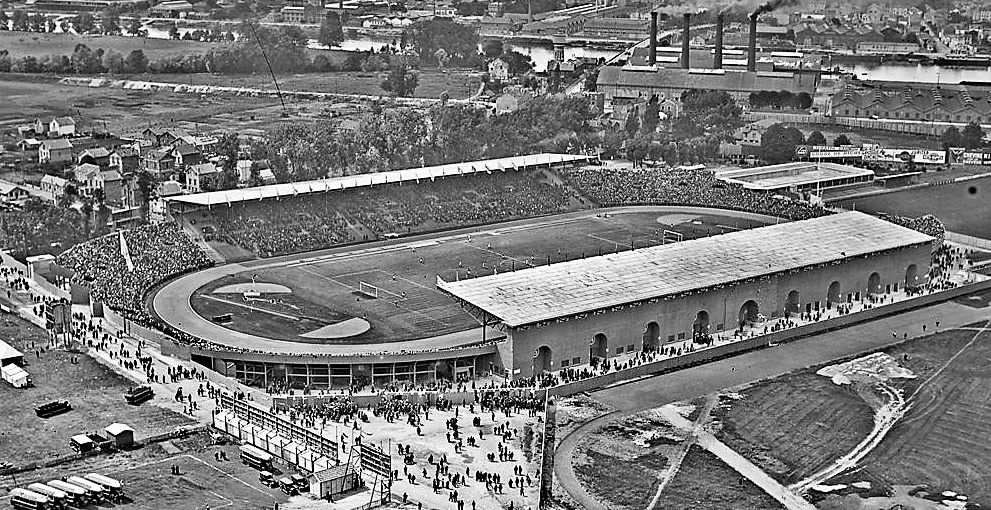
Olympiastadion in Paris 1924

Der 10.000-Meter-Lauf der Männer bei den Leichtathletik-Europameisterschaften 1938 wurde am 5. September 1938 im Stade Olympique der französischen Hauptstadt Paris ausgetragen.
Europameister wurde der Finne Ilmari Salminen. Er siegte vor dem Italiener Giuseppe Beviacqua. Der Deutsche Max Syring gewann die Bronzemedaille.

## Rekorde

### Bestehende Rekorde
| Weltrekord           | 30:05,6 s | Ilmari Salminen | Kouvola, Finnland | 18. Juli 1937     |
| Europarekord         | 30:05,6 s | Ilmari Salminen | Kouvola, Finnland | 18. Juli 1937     |
| Meisterschaftsrekord | 31:02,6 s | Ilmari Salminen | EM Turin, Italien | 7. September 1934 |

### Rekordverbesserungen
Im Rennen am 5. September gab es einen neuen EM-Rekord und darüber hinaus wurden zwei neue Landesrekorde aufgestellt.
- Meisterschaftsrekord:
  - 30:52,4 min – Ilmari Salminen (Finnland)
- Landesrekorde:
  - 30:53,2 min – Giuseppe Beviacqua (Italien)
  - 30:58,6 min – Jenő Szilágyi (Ungarn)

## Finale

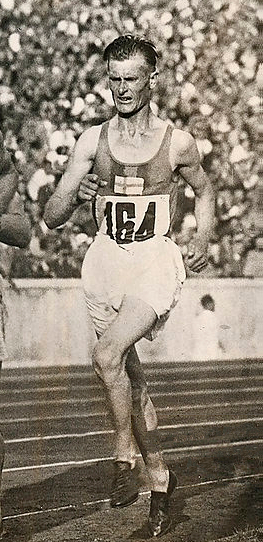
Der Titelverteidiger und Olympiasieger von 1936 Ilmari Salminen wurde erneut Europameister

5. September 1938, 14:30 Uhr
In diesem Wettbewerb gab es keine Vorläufe. Lediglich zehn Läufer traten an, sodass alle Teilnehmer gemeinsam das Finale bestritten.
| Platz | Name               | Nation             | Zeit (min) |
| ----- | ------------------ | ------------------ | ---------- |
| 1     | Ilmari Salminen    | Finnland           | 30:52,4 CR |
| 2     | Giuseppe Beviacqua | Königreich Italien | 30:53,2 NR |
| 3     | Max Syring         | Deutsches Reich    | 30:57,8    |
| 4     | Jenő Szilágyi      | Ungarn             | 30:58,6 NR |
| 5     | Thore Tillman      | Schweden           | 31:06,6    |
| 6     | János Kelen        | Ungarn             | 31:16,6    |
| 7     | Giuseppe Lippi     | Königreich Italien | 31:51,6    |
| 8     | André Sicard       | Frankreich         | 32:09,6    |
| 9     | Erik Larsson       | Schweden           | 32:11,2    |
| 10    | Alexis Dressus     | Frankreich         | 32:22,2    |

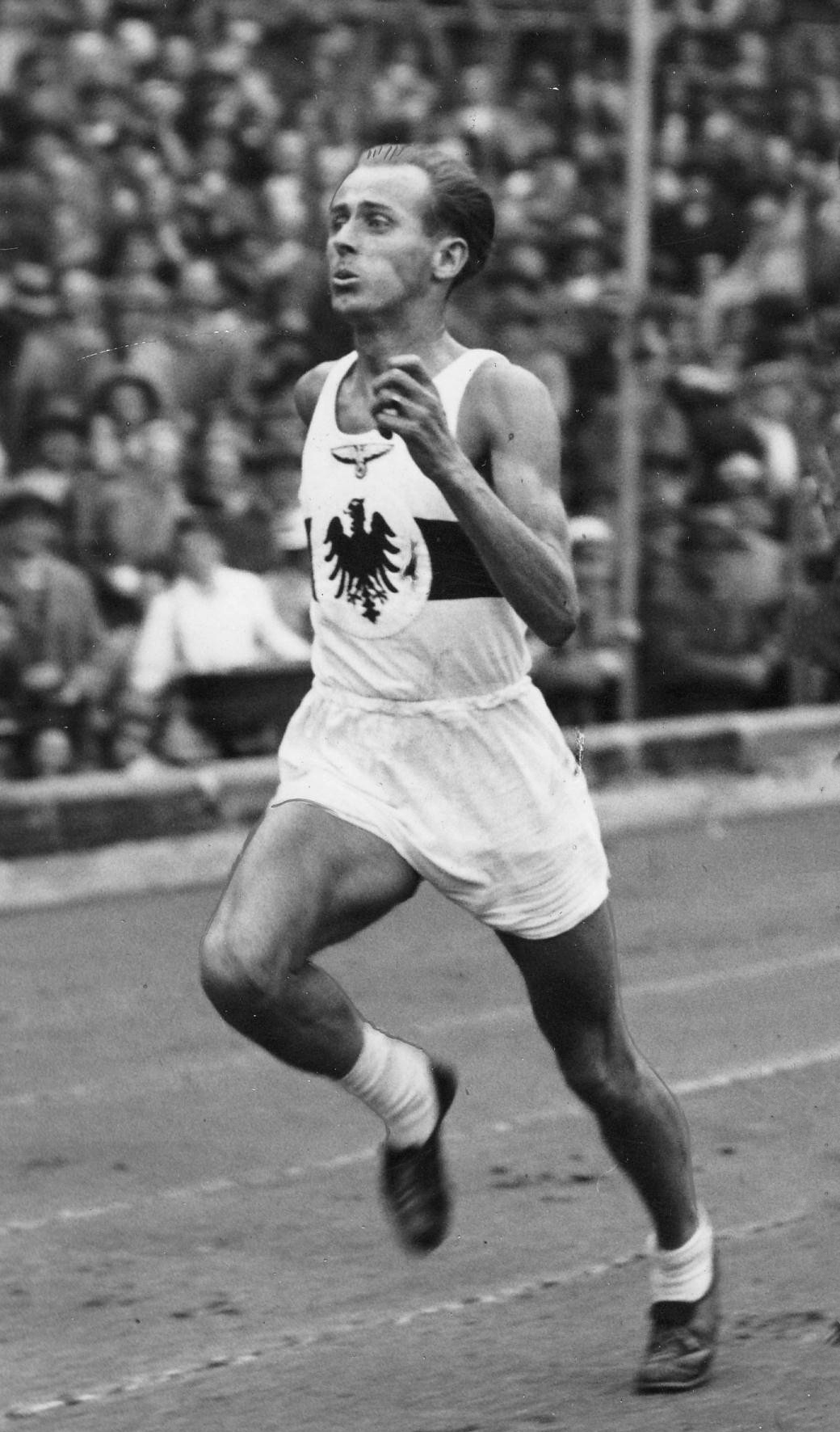
Bronzemedaillengewinner Max Syring
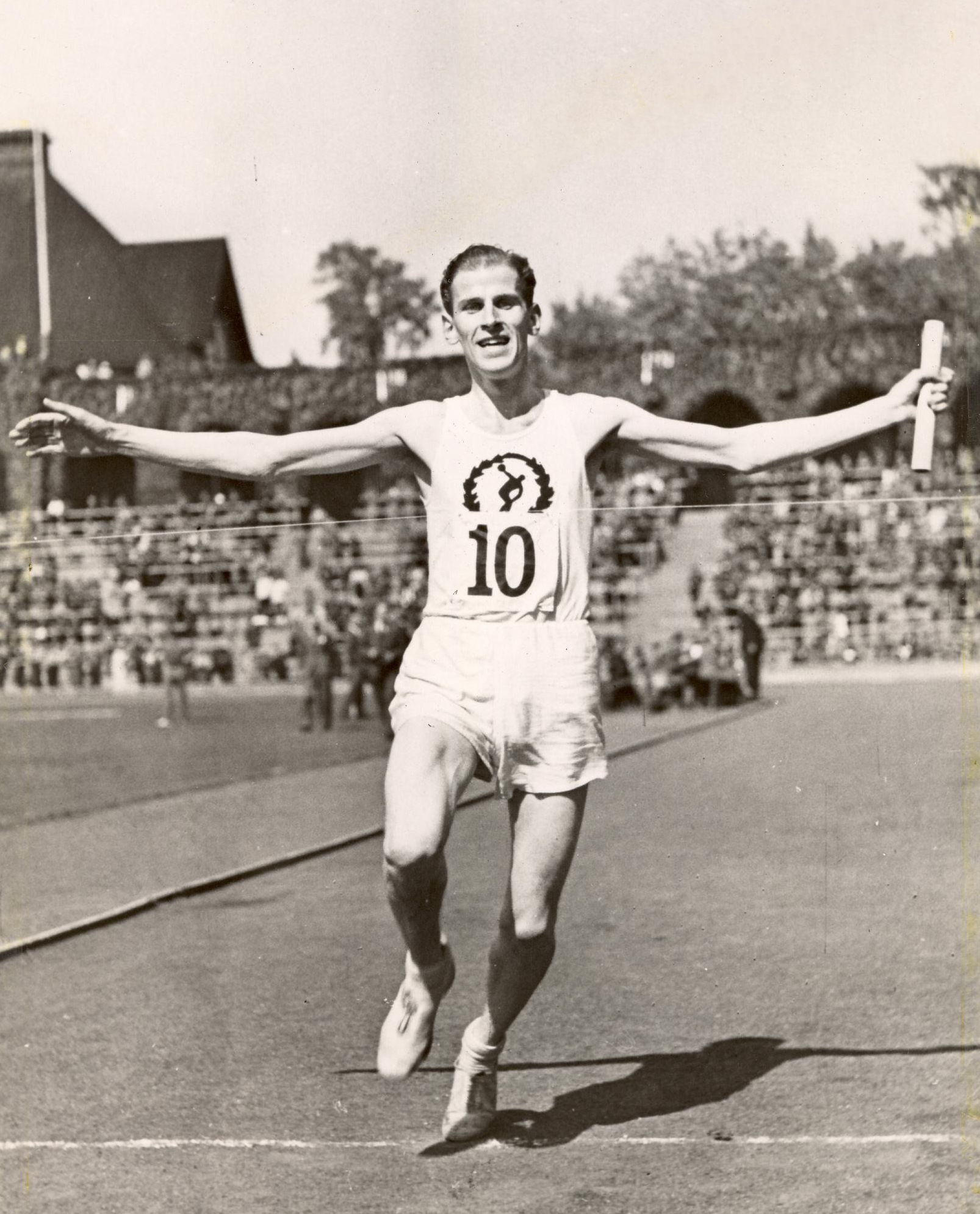
Thore Tillmann – hier bei einem Staffellauf im Jahr 1937 – belegte Rang fünf